# Robert Abbot
Robert Abbot (1588? — 1662?) foi um teólogo inglês, que promoveu a doutrina puritana. É muitas vezes erroneamente descrito como filho do arcebispo da Cantuária, George Abbot, mas isto é geralmente considerado incorreto. O mal-entendido, provavelmente, deriva de uma passagem na obra de Robert Abbot, A Hand of Fellowship to Helpe Keepe out Sinne and Antichrist, na qual agradece ao arcebispo pela "manutenção mundana", "melhor semblante terrestre", e "apoio paternal".

## Biografia
Robert Abbot recebeu sua educação na Universidade de Cambridge, e mais tarde na Universidade de Oxford. Os detalhes da carreira eclesiástica de Abbot são pouco claros, e só podem ser reunidos de evidências fragmentadas, mas baseadas em algo que ele escreveu em seu trabalho Bee Thankfull London and her Sisters, é provável que tenha começado o seu serviço na igreja com um cargo de "assistente de um reverendíssimo teólogo... agora com Deus". Uma nota na margem indica que o reverendíssimo em questão era o "Mestre Haiward da Igreja de Wool", em Dorset.
Em 1616, sabe-se que foi nomeado por George Abbot para o vicariato de Cranbrook, em Kent. Seu ministério em Cranbrook foi considerado bem-sucedido, mas ficou conhecido por sua falta de tolerância para com os não-conformistas. Em 1643, Abbot deixou Cranbrook, tornando-se vigário de Southwick, em Hampshire. Mais tarde, sucedeu o "expulso" Udall de St Austin, em Londres, onde aparentemente ainda servia como pastor em 1657. Entre 1657 e 1658, e em 1662, Abbot parece desaparecer dos registros, e suas atividades são desconhecidas.

## Obras
Os livros de Robert Abbot destacam-se das obras de seu tempo por sua concisão e variedade. Além dos títulos já mencionados acima, escreveu:
- Triall of our Church-Forsakers (1639)
- Milk for Babes, or a Mother's Catechism for her Children (1646)
- A Christian Family builded by God, or Directions for Governors of Families (1653)